# Турчанинова, Надежда Антоновна
Надежда Антоновна Турчанинова (в эмиграции Надин Турчин, ангд.: Nadine A. Turchin; 26 ноября 1826 — 17 июля 1904) — американская мемуаристка, жена бригадного генерала Союза Ивана Турчина. Единственная женщина-военная мемуаристка во время Гражданской войны в США — участвовала со своим мужем в его военных кампаниях, даже принимала участие в командовании его войсками, стала широко известна в Армии Союза как «мадам Турчин».

## Биография
Родилась в 1826 году в России, в семье офицера Российской армии, урождённая Львова.
О российском периоде её жизни очень мало известно, по ряду источников относилась к «шестидесятникам», уже живя в эмиграции состояла, как и её муж, в переписке с А. И. Герценым, в письме отмечая, что «всё, что я могу написать, будет необходимо антиправославное и антиверноподданническое», определённо относилась к суфражисткам, восхищаясь американкой Люси Стоун.
10 мая 1856 года в Кракове вышла замуж за Ивана Васильевича Турчанинова,

О ней мы знаем ещё меньше, чем о нём. Однако, несомненно, что это была одна из тех молодых русских женщин, которые сто лет назад начинали смелую борьбу за права женщин, за их самостоятельность. По-видимому, и она отказалась от обеспеченного и привилегированного положения, чтобы следовать за мужем и делить с ним всю тяжесть трудовой жизни в чужой и незнакомой стране. Турчанинова пробовала свои силы в литературе: в письме к Герцену речь идет о какой-то повести. Но повесть эта, по всей вероятности, не увидела света.— Литературное наследство, 1955 год
В 1856 году вместе с мужем эмигрировала в США, где они вначале завели небольшую ферму под Нью-Йорком, а затем поселились в Чикаго, где муж работал инженером-топографом на Центральной железной дороге Иллинойса. Супруги сменили имена на американский лад: Джон Турчин и Надин Турчин. 
Прослушала курс в училище для женщин-докторов в Филадельфии, однако, крайне негативно отзывалась об американском образовании в подобных заведениях.
В 1861 году с началом Гражданской войны в США её муж Джон Турчин был избран полковником 19-го Иллинойского пехотного полка Армии Союза, а позже стал единственным генералом русского происхождения, служившим в армии Союза. Прошла со своим мужем всю войну, несмотря на приказы, запрещающие женам отправляться в походы. Во время кратковременной болезни ее мужа в 1862 году утверждалось, что она «заняла его место командира полка». Истории о её военной смекалке и героизме были опубликованы солдатами в более поздних газетных статьях о ней.

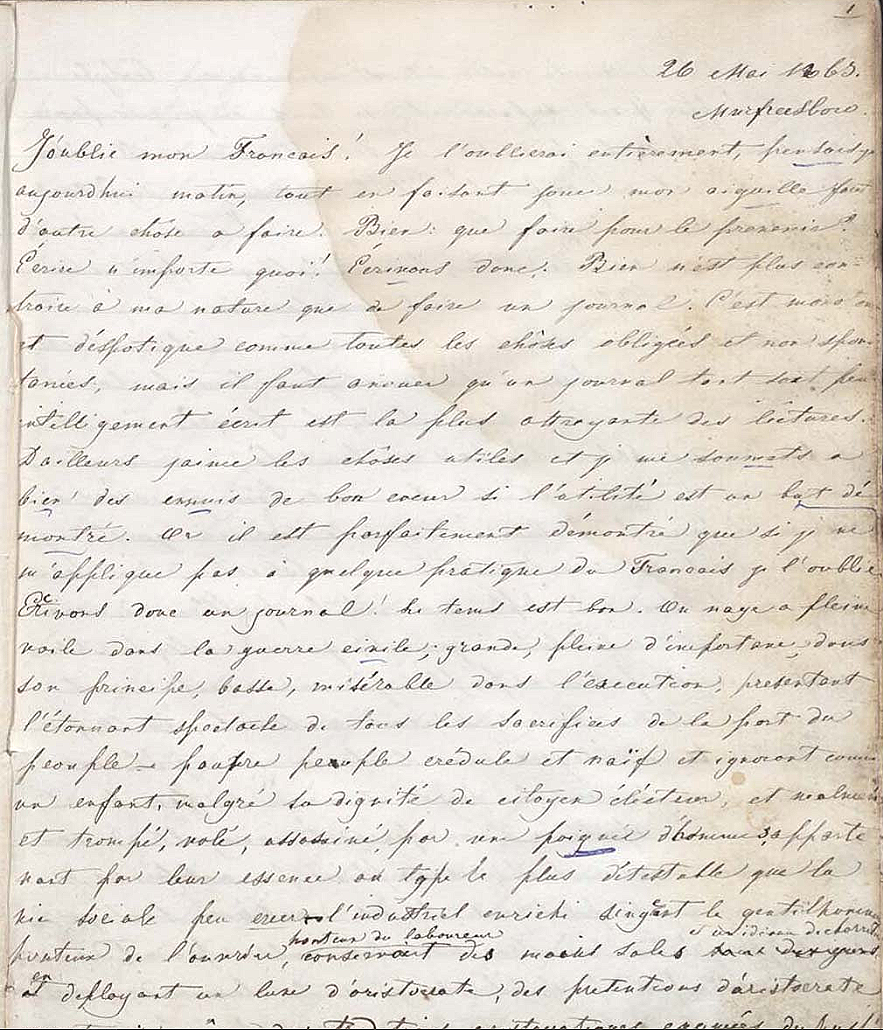
страница её дневника

Активно способствовала привлечению общественности к защите мужа, когда он был привлечён к военно-полевому суду, с последующим разрешением ситуации президентом Линкольном. Её роль в тех событиях высоко оценила пресса, так 8 августа 1862 года газета «Чикаго таймс» написала: «Действительно, в супружеской лотерее полковнику Турчину посчастливилось получить бесценный приз».
С мая 1863 по август 1864 года вела регулярный дневник, в который включала свои мнения о сослуживцах мужа и комментарии к сражениям, в которых она участвовала, включая Битву при Чикамоге и Битву за мост через Миссисипи, оставила подробные отчеты об обоих сражениях, став единственной женщиной-мемуаристом той войны.
Дневник вела на французском языке, в переводе на русский язык дневник был впервые опубликован в 1980 году в журнале «Сибирские огни».
После войны Турчины поселились в Радоме, штат Иллинойс. У супругов не было детей.
После смерти мужа в 1901 году подала заявление и получила пенсию в размере 30 долларов в месяц как вдова военного.
Умерла в 1904 году и была похоронена рядом с мужем на национальном кладбище Маунд-Сити в южном Иллинойсе.
25 апреля 1961 года выступая в Конгрессе США о женщинах в Гражданской войне, член Палаты представителей Фред Швенгель сказал:

Вы когда-нибудь слышали о мадам Турчин, иммигрантке из России, символе иностранной помощи, которая отправилась со своим мужем, полковником Армии Союза, и служила медсестрой и матерью-исповедницей в полку? И однажды, когда её муж заболел, она взяла командование на себя и уверенно и хладнокровно повела полк в бой и выиграла сражение.
По-видимому, она была во многом разочарована США не найдя там то, чего искала уезжая из России:

нигде так открыто нагло не кланяются деньгам; тут даже нет наружного приличия в этом отношении: на улице и в лавке, в церкви и в бальной зале вы услышите на разные лады высказываемое одно и то же, а именно, что деньги делают человека и что без денег человек — дрянь, не стоящая уваженья. Вообще свобода на деле — великое дело! несмотря на корыстолюбивое направление и тупоумную надменность уаnkee, здесь  встречаются вещи, способные укрепить веру в возможность и необходимость  свободы и self-government
— из её письма А. И. Герценым, 1959 год